# Fast Food Nation
 (février 2012).
Si vous disposez d'ouvrages ou d'articles de référence ou si vous connaissez des sites web de qualité traitant du thème abordé ici, merci de compléter l'article en donnant les références utiles à sa vérifiabilité et en les liant à la section « Notes et références ».
Pour le film, voir Fast Food Nation (film).
Fast Food Nation: The Dark Side of the All-American Meal (Le Pays de la restauration rapide : le côté obscur d'un repas bien américain), également titré Fast Food Nation. What the All-American Meal is Doing to the World (Le Pays de la restauration rapide : ce que le mode de consommation américain est en train de faire au monde), est un livre publié en 2001 par le journaliste d'investigation Eric Schlosser, qui étudie l'impact local et mondial de l'industrie américaine de la restauration rapide. Souvent comparé au roman d'Upton Sinclair, La Jungle, le livre de Schlosser a connu de nombreuses rééditions, ainsi que des adaptations au cinéma et en livre pour enfant.

## Composition de l'ouvrage
Le livre a commencé par un article en deux parties dans le magazine Rolling Stone. Tout d'abord publié en feuilleton dans Rolling Stone en 1999[réf. nécessaire]

## Résumé
Eric Schlosser examine la naissance et le développement de la restauration rapide au sein de la culture américaine. Selon lui, cette industrie exerce une puissante influence économique - et par conséquent politique – et elle exploite cette influence pour accroître ses profits au détriment de la santé publique et des conditions de travail de ses travailleurs.

### Histoire de la restauration rapide
En introduction, l'auteur brosse un portrait de la culture de la restauration rapide, produit exclusif de l'histoire américaine, issu de l'émergence de l'automobile, de la standardisation de la culture d'entreprise, de l'évolution des conditions de travail et de la mondialisation. Il donne également les biographies fidèles de quelques fondateurs de l'industrie de la restauration rapide, tels que Carl Karcher ou Ray Kroc. Selon Schlosser : « L'industrie de la restauration rapide a contribué à transformer non seulement le régime alimentaire des Américains, mais aussi leurs paysages, leur économie, leur main-d’œuvre et leur culture populaire. »
Schlosser ouvre son livre en décrivant une livraison de pizza Domino's Pizza à Cheyenne Mountain (Colorado), une base militaire top secret. Après avoir décrit les capacités technologiques sophistiquées de cette base et son système de défense, il imagine - si le pire se produisait et que la base entière était ensevelie sous la montagne - les anthropologues du futur découvrant, pêle-mêle, des emballages de restauration rapide et du matériel militaire. Schlosser suggère que cet amalgame donnerait d'importants indices sur la nature de la société américaine.
Le livre se poursuit par un exposé de l'évolution de la restauration rapide, comment elle a coïncidé avec l'arrivée de l'automobile, et comment s'est faite l'uniformisation d'innombrables restaurants indépendants en franchisés. Cette politique a conduit à l'organisation des cuisines en lignes de production, à la standardisation des produits, au self-service et à une modification du marketing visant la totalité de la population tous âges confondus.

### Les techniquesmarketingde l'industrie de la restauration rapide
Schlosser explique comment McDonald's a pris pour modèle le marketing de Walt Disney pour cibler les enfants, donnant ainsi naissance à des icônes publicitaires telles que Ronald McDonald et ses personnages associés. Il fait également mention de l'apparition de jouets dans le Happy Meal de McDonald, un panier-repas pour enfant, pour illustrer son propos. En ciblant les enfants, la firme espère attirer non seulement les enfants, mais aussi leurs parents et grands-parents, et de fidéliser la clientèle dès l'enfance. La loyauté envers la marque persisterait durant l'âge adulte grâce à la nostalgie associée à l'image de McDonald's. Cette politique est fortement critiquée par Schlosser, qui dénonce l'exploitation de la naïveté des enfants. Il critique aussi d'autre part le fait qu'un enfant américain regarde en moyenne 21 heures de télévision par semaine.
Schlosser affirme que la réduction des taxes professionnelles a compromis l'équilibre financier des écoles et a donné l'occasion à plusieurs compagnies de parrainer ces mêmes écoles. Selon les sources citées par Schlosser, 80 % des livres d'écoles parrainés contiennent des informations biaisées en faveur des parraineurs et 30 % des lycées offrent du resto rapide dans leurs cafétérias. Schlosser cite l'exemple d'un étudiant exclu d'une école pour avoir porté un tee-shirt Pepsi le jour de la fête du parraineur Coca-Cola, pendant lequel tous les étudiants, vêtus de rouge et de blanc, devaient former le mot 'Coke' sur le terrain de football, pour être photographiés depuis le ciel.

### Le conditionnement de la viande
Dans son examen de l'industrie de conditionnement de la viande, qui concerne les sociétés IBP Inc et Ken Monfort, Schlosser découvre que cette industrie emploie actuellement une majorité de travailleurs temporaires immigrés, main-d’œuvre facilement exploitable, et que le taux d'accident y est le plus élevé de tous les secteurs d'activité des États-Unis. Schlosser rappelle les différentes étapes du conditionnement de la viande, et souligne plusieurs pratiques risquées, inconnues de la plupart des consommateurs, comme le recyclage des porcs et des chevaux morts, ainsi que du fumier de poule, en nourriture pour bétail. Schlosser signale que de telles pratiques sont à l'origine de la maladie de la vache folle, ainsi que de l'introduction de bactéries dangereuses, comme l'Escherichia coli, dans la chaîne alimentaire.

### Conditions de travail dans la restauration rapide
Schlosser signale qu'il y a plus de vols recensés dans les restaurants rapides que dans les banques, les stations essence ou les magasins. Selon lui, ces vols sont commis en majorité par des employés (ou ex-employés) à cause de leurs faible salaire, de la rotation de l'emploi important de ces entreprises, et enfin de la sécurité de ces établissements, négligée par souci d'économie.

### La mondialisation des restaurants rapides
Le rôle joué par l'industrie de la restauration rapide dans la mondialisation est analysé dans la dernière partie du livre, en faisant le lien entre l'obésité croissante en Chine et au Japon et l'arrivée des restaurants rapides. L'ouvrage se conclut par un résumé de l'affaire McLibel, une confrontation en justice de McDonald’s et de militants écologistes en Angleterre durant les années 1990.

### Dernières éditions
Dans les dernières éditions, joseph a ajouté un chapitre supplémentaire, qui contient des comptes rendus du livre, des répliques à certaines critiques émises depuis la première édition, et enfin une discussion des conséquences de la maladie de la vache folle sur l'attitude du gouvernement fédéral américain à l'égard de l'élevage bovin. Constatant que, dans ce cas, l'intérêt du gouvernement et son intervention avaient conduit à des actions rapides, décisives et efficaces, Schlosser conclut que beaucoup de problèmes exposés dans son livre pourraient être résolus avec une volonté politique suffisante.

## Citation
- « L'industrie du fast food n'a pas seulement contribué à transformer le régime alimentaire des Américains, mais également leurs paysages, leur économie, leur main-d’œuvre et leur culture populaire. »

## Version pour enfants
Eric Schlosser a écrit en collaboration avec Charles Wilson une adaptation de Fast Food Nation pour les enfants intitulée Chew on this (Rumine cela), publiée en mai 2006 par Houghton Mifflin.

## Adaptation au cinéma
En 2006, Eric Schlosser a écrit en compagnie de Richard Linklater une adaptation pour le cinéma, qui conserve le titre du livre. Ce film a provoqué beaucoup de débats au moment de sa sortie aux États-Unis : le quotidien The New York Times a décrit ce film comme « le film politique le plus important réalisé aux États-Unis depuis Fahrenheit 9/11 de Michael Moore ». Schlosser, outre coscénariste, en est le producteur exécutif.

## Éditions
- (en) Eric Schlosser, Fast Food Nation : What the All-American Meal is Doing To the World, Londres, Penguin Books, 2007 (1re éd. 2001), 388 p. (ISBN 978-0-14-103531-4)